# Ionuț Neagoe
Ionuț Andrei Neagoe (* 11. Juni 1994 in Râmnicu Vâlcea) ist ein rumänischer Leichtathlet, der sich auf den Sprint spezialisiert hat und auch im Weitsprung an den Start geht.

## Sportliche Laufbahn

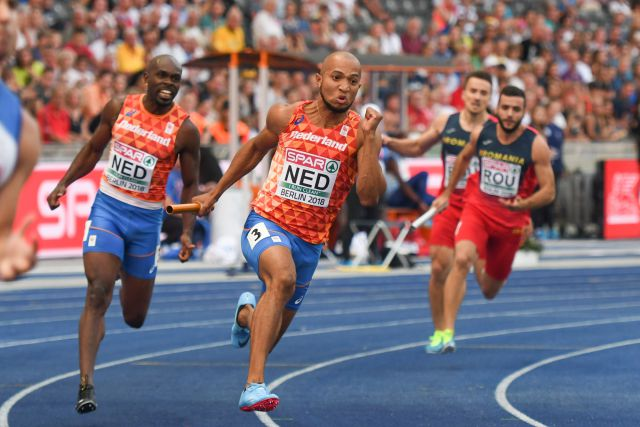
Churandy Martina, Hensley Paulina, Alexandru Terpezan, Ionuț Neagoe, Berlin 2018

Erstmals bei einer internationalen Meisterschaft trat Ionuț Neagoe im Jahr 2011 bei den Junioren-Balkan-Meisterschaften in Edirne an, bei denen er mit 6,54 m auf den sechsten Platz im Weitsprung gelangte. 2013 erreichte er bei den Junioreneuropameisterschaften in Rieti mit 6,73 m Rang zwölf und 2015 schied er bei den U23-Europameisterschaften in Tallinn mit 6,95 m in der Qualifikationsrunde aus und belegte mit der rumänischen 4-mal-100-Meter-Staffel in 39,77 s den vierten Platz. Anschließend gewann er bei den Balkan-Meisterschaften in Pitești in 39,67 s die Silbermedaille mit der Staffel hinter dem türkischen Team. Im Jahr darauf schied er bei den Balkan-Hallenmeisterschaften in Istanbul mit 6,87 s in der Vorrunde im 60-Meter-Lauf aus und im Juni belegte er bei den Balkan-Meisterschaften in Pitești in 10,60 s den fünften Platz im 100-Meter-Lauf und wurde in 21,36 s Vierter über 200 Meter. Anschließend kam er bei den Europameisterschaften in Amsterdam mit 21,18 s nicht über die Vorrunde im 200-Meter-Lauf hinaus und verpasste mit der Staffel mit 39,98 s den Finaleinzug.
2017 gewann er bei den Balkan-Hallenmeisterschaften in Belgrad mit 7,82 m die Silbermedaille im Weitsprung hinter dem Albaner Izmir Smajlaj und im Juli belegte er bei den Balkan-Meisterschaften in Novi Pazar in 21,37 s den vierten Platz über 200 Meter und siegte mit der 4-mal-100-Meter-Staffel in 40,62 s die Goldmedaille. Anschließend schied er bei der Sommer-Universiade in Taipeh mit 21,87 s im Halbfinale über 200 Meter aus und verpasste im Weitsprung mit 7,30 m den Finaleinzug. Im Jahr darauf gewann er bei den Balkan-Meisterschaften in Stara Sagora in 10,42 s die Bronzemedaille über 100 Meter hinter dem Griechen Ioannis Nyfandopoulos und Denis Dimitrow aus Bulgarien und über 200 Meter sicherte er sich in 20,88 s die Silbermedaille hinter dem Griechen Panagiotis Trivyzas. Zudem gewann er im Staffelbewerb in 39,48 s die Goldmedaille. Anschließend schied er bei den Europameisterschaften in Berlin mit 10,56 s bzw. 21,21 s jeweils in der ersten Runde über 100 und 200 Meter aus und verpasste mit der Staffel mit 39,63 s den Finaleinzug. 2019 kam er bei den Halleneuropameisterschaften in Glasgow mit 6,88 s nicht über die Vorrunde über 60 Meter hinaus und im Juni gelangte er bei den Europaspielen in Minsk mit 10,54 s auf Rang zwölf über 100 Meter. Anschließend schied er bei den Sommer-Universiade in Neapel mit 10,71 s im Vorlauf aus. 2022 siegte er mit der Staffel in 39,50 s bei den Balkan-Meisterschaften in Craiova.
In den Jahren 2018 und 2019 wurde Neagoe rumänischer Meister im 100-Meter-Lauf sowie von 2016 bis 2019 auch über 200 Meter sowie 2019 in der 4-mal-100-Meter-Staffel.

## Persönliche Bestzeiten
- 100 Meter: 10,33 s (+1,0 m/s), 30. Juni 2018 in Pitești
  - 60 Meter (Halle): 6,74 s, 20. Februar 2016 in Bukarest
- 200 Meter: 20,88 s (+1,8 m/s), 8. Juli 2017 in Pitești
- Weitsprung: 7,63 m (+1,3 m/s), 21. Mai 2017 in Pitești
  - Weitsprung (Halle): 7,85 m, 12. Februar 2017 in Bukarest